# 胡安·科尔内利亚
胡安·科尔内利亚（Joan Cornellà Vázquez，1981年1月11日—），西班牙漫画家、插画家，以其令人不安的超现实幽默和黑色幽默漫画闻名于世。

## 生平
胡安·科尔内利亚1981年1月11日生于西班牙巴塞罗那。在从艺术专业毕业后，他曾与多家出版物合作，如La cultura del Duodeno、El Periódico、Ara，并曾为纽约时报绘制插图。
2009年，他凭借其专辑《Abulio》赢获Josep Coll奖第三版，次年由Glénat出版。自2010年以来，他为西班牙杂志《El Jueves》提供漫画。
2012年，《Fracasa Mejor》精选他在2010年至2012年间制作的黑白漫画出版。其中大部分以前从未发表，但也包含曾经在其他各种杂志上发表过的作品。
2013年，他的第三册专辑《Mox Nox》通过Bang Ediciones出版。
胡安·科尔内利亚自2010年起在社交媒体上发布漫畫，引來很大反响。曾在香港、台湾、上海等多地举办个人画展。

## 作品
| 年份 | 标题                            | 出版商                     | 备注   |
| ---- | ------------------------------- | -------------------------- | ------ |
| 2010 | Abulio                          | Glénat Editions            |        |
| 2012 | Fracasa Mejor（2012年自行出版） | 自行出版                   |        |
| 2013 | Mox Nox                         | Bang Ediciones             |        |
| 2014 | New mYnd                        | Aristas Martínez Ediciones | 仅插图 |
| 2015 | Zonzo                           | 自行出版                   |        |
| 2016 | Sot                             | 自行出版                   |        |
| 2019 | Everyone dies alone             | 自行出版                   |        |